# Tatianyx arnacites
Tatianyx arnacites là một loài thực vật có hoa trong họ Hòa thảo. Loài này được (Trin.) Zuloaga & Soderstr. miêu tả khoa học đầu tiên năm 1985.